# أيسون

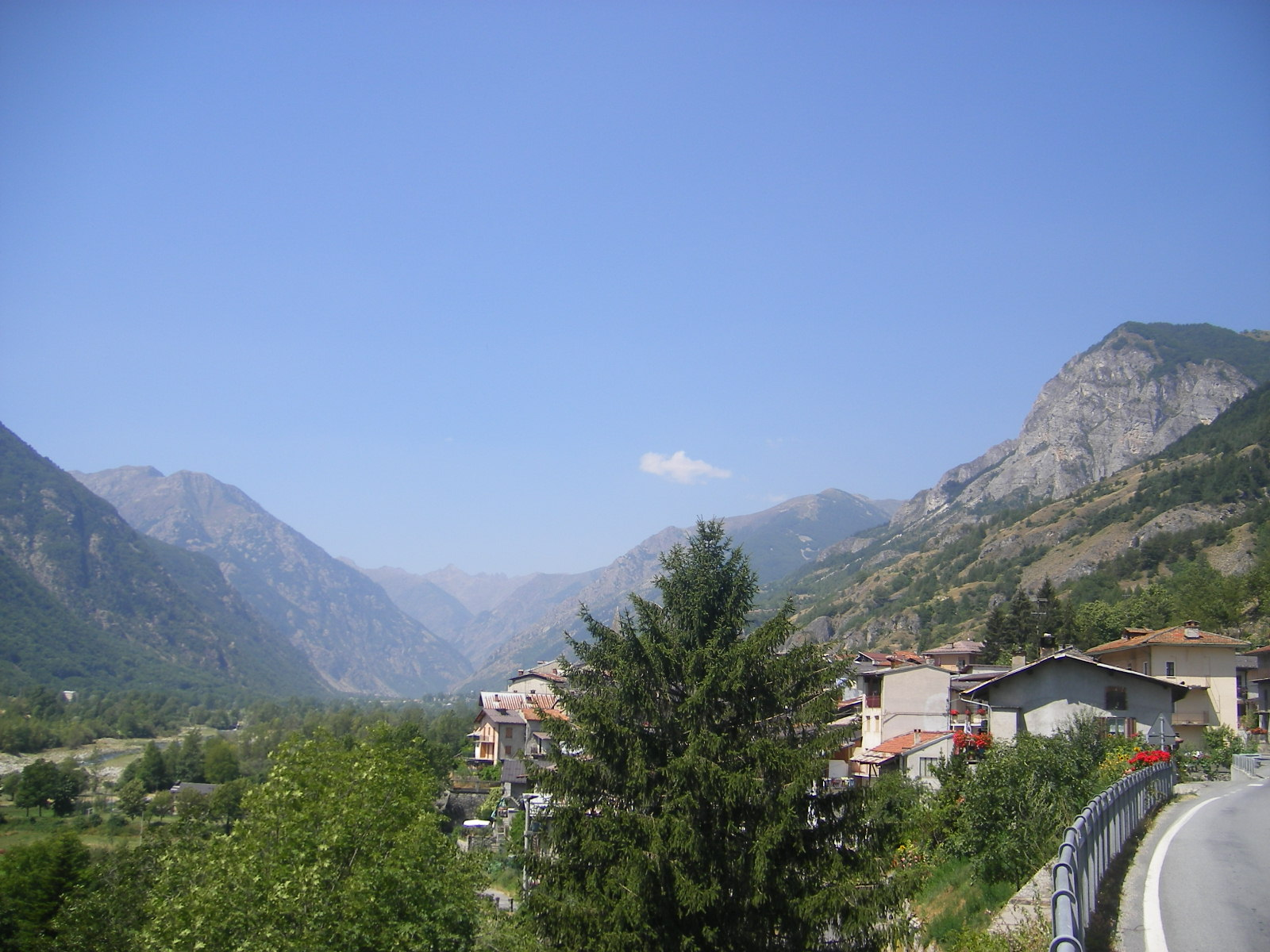
ايسون (2007)

أيسون هي كومونا (بلدية) في مقاطعة كونيو في المنطقة الإيطالية بيدمونت، وتقع على بعد حوالي 90 كيلومتراً (56 ميل) جنوب غرب تورينو وحوالي 30 كيلومتر (19 ميل) جنوب غرب كونيو، وفي 31 ديسمبر 2004، بلغ عدد سكانها 269 نسمة ومساحتها 36.7 كيلومتراً مربع، و عمدتها هو ماريسا روندولينو .
تحد أيسون البلديات التالية: ديمونتي، فالديري، فيناديو.